# Salomėja Zaksaitė
Salomėja Zaksaitė, litovska šahistka,  pravnica in kriminologinja,  * 25. julij 1985, Kaunas.
Zaksaitė je mednarodna mojstrica (WIM) od 2003.

## Življenjepis
Zaksaitė  je upokojeni doktor pravnih znanosti, kazensko pravo na Pravni fakulteti v Vilni.

## Dosežki
- 2. mesto Državno prvenstvo za članice 2013